# 대전초등학교 (청송군)
대전초등학교는 경상북도 청송군 부남면 대전리에 있었던 초등학교이다.

## 연혁
- 1940년 6월 8일 부남공립심상소학교 부설 대전간이학교 설립 인가
- 1940년 7월 3일 대전간이학교 개교
- 1941년 4월 1일 부남공립국민학교 부설 대전간이학교 개편
- 1942년 4월 30일 대전국민학교 승격 분리
- 1981년 1월 20일 병설유치원 개원
- 1996년 3월 1일 대전초등학교 개편
- 2013년 2월 19일 제65회 졸업식, 1명 졸업(누계: 4,190명)
- 2013년 3월 1일 폐교 및 청송초등학교 통폐합